# Глостър (окръг, Вирджиния)
Окръг Глостър (на английски: Gloucester County) е окръг в щата Вирджиния, Съединени американски щати. Площта му е 746 km², а населението - 34 780 души (2000). Административен център е населено място Глостър Кортхаус.